# Isla de Providencia (Venezuela)
La Isla de Providencia (antes también llamada Isla de Burros) es una isla perteneciente a Venezuela que se encuentra ubicada en el Noroeste de este país, dentro del lago de Maracaibo, en el municipio Santa Rita del Estado Zulia a 14 kilómetros de la ciudad de Maracaibo y a escasos dos minutos, en lancha, del Municipio Santa Rita. También se observa desde la orilla de Los Puertos de Altagracia. Su extensión es de tres kilómetros de largo por dos de ancho y su forma es la de un triángulo irregular. Posee una superficie aproximada de 51 hectáreas (equivalentes a 0,51 kilómetros cuadrados). Se hizo famosa por tener durante muchos años un hospital de Beneficencia y leprosería.

## Historia

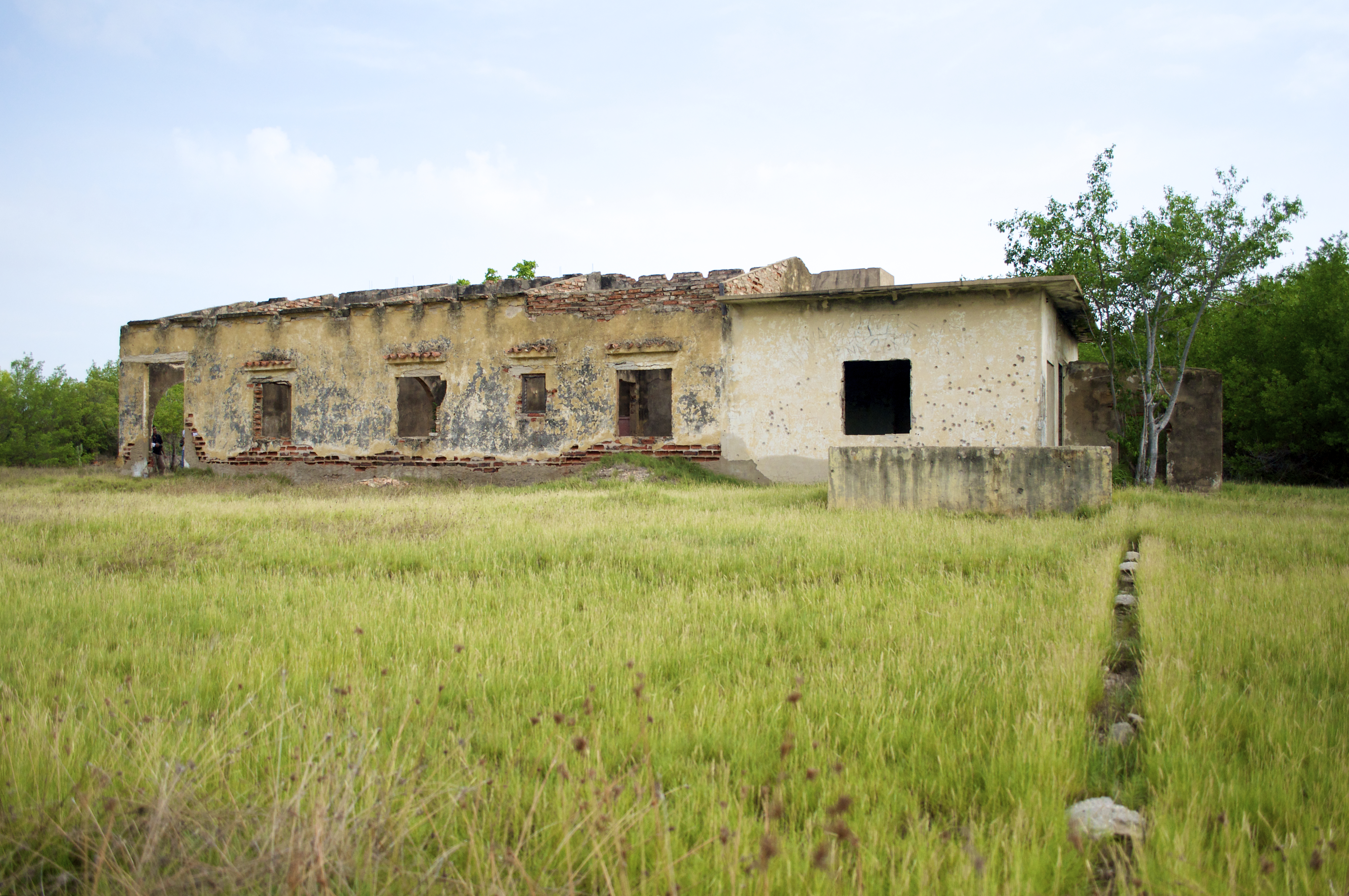
Vestigio de una casa en la isla de providencia

Los textos de historia revelan que Simón Bolívar, junto a San Diego Alejandro de los Pérez, idearon un lugar donde fueran atendidos los pacientes con lepra. El inédito pensamiento del Libertador fue concebido para salvarlos de la indigencia y el rechazo continuo que sufrían por la sociedad. En 1828 promulgó el decreto donde se ordenaba el levantamiento del leprocomio en el lugar conocido, para ese entonces, como la isla de Los Burros, después como de Lázaro, también llamada isla de los mártires y finalmente isla de Providencia; es por ello que en esta isla se construye el primer hospital antileproso de Venezuela, un inhóspito lugar que abrigó a más de mil pacientes con lepra. 
En el decreto se estableció que para el sostenimiento económico se aplicarían las rentas provenientes del derecho de anclaje de los barcos que fondeaban en el Puerto de la Vela de Coro; y de las galleras ubicadas en el entonces departamento Zulia. En el leprocomio de la Isla de Providencia fueron construidas instalaciones hospitalarias y comunales, entre ellas: 17 pabellones de hospitalización -distribuidos para hombres y mujeres-, una prefectura, una cárcel, plazoletas, dos iglesias (una protestante y otra católica), una biblioteca, un cementerio, una escuela de artes y oficios, un cine, una oficina de correos, un mercado y casas para los enfermos que vivían en pareja. También erigieron una de las plazoletas, a pocos metros de la orilla del lago de Maracaibo y muy cerca del muelle, donde llegaban los bongos.
Aún queda el reflejo de una piedra que por 154 años sirvió de estancia a la Virgen del Carmen, patrona de la isla. En su honor, realizaban procesiones por todo el borde de la isla encabezadas por Fray Simeón Díaz de La Rosa. Este sacerdote de origen español fue todo un personaje dentro de la isla y en vida decía que su deseo más ferviente era sepultar sus restos allí.
En 1920 el Hospital de la isla llegó a albergar hasta 553 personas enfermas de lepra.
En la actualidad solo quedan vestigios de algunos edificios; como lo son: el pabellón, algunas casas de antiguos pobladores y el cementerio de la isla, entre otros.
Se especula que la isla de providencia fue antaño una de las residencias del Cacique Mara, y que desde esta fue cuando vio llegar los galeones del alemán Ambrosio Alfinger, fundador de la actual ciudad de Maracaibo. 
La Isla de Providencia estuvo habitada básicamente por enfermos de lepra y personal médico, pero todos fueron desalojados en el año 1984 y trasladados al Hospital "Cecilia Pimente" situado en el sector Palito Blanco.